# Thelypteris aymarae
Thelypteris aymarae är en kärrbräkenväxtart som beskrevs av Alan Reid Smith och M. Kessler. Thelypteris aymarae ingår i släktet Thelypteris och familjen Thelypteridaceae. Inga underarter finns listade.